# Manuel
Manuel je moško osebno ime.

## Izvor imena
Ime Manuel različica moškega osebnega imena Emanuel oziroma moška oblika ženskega imena Manuela.

## Pogostost imena
Po podatkih Statističnega urada Republike Slovenije je bilo na dan 31. decembra 2007 v Sloveniji število moških oseb z imenom Manuel: 211.

## Osebni praznik
V koledarju je ime Manuel uvrščeno k imenu Emanuel.